# Confabulació
La confabulació, en psiquiatria, és una pertorbació en la memòria, definida com la productora de memòries fabricades o mal interpretades sobre un mateix o del món. Les persones que confabulen memòries presents incorrectes, que poden anar des de alteracions subtils en el seu entorn fins a bruscs canvis. Generalment, aquestes persones tenen molta seguretat en el seu record tot i tenir evidències en contra.
La confabulació no s'ha de confondre amb mentir, ja que no existeix un intent de mentir a la persona a la que es dirigeix o l'emissor és totalment inconscient de que la informació és falsa. Tot i que els individus poden donar informació totalment falsa, la confabulació sembla coherent, internament consistent i relativament normal.
Les memòries confabulades tenen lloc, generalment, en memòria autobiogràfica i indiquen un complicat i intricat procés que pot ser portat a terme en qualsevol moment entre la percepció, emmagatzematge i record d'una memòria. Aquest tipus de confabulació es veu normalment en casos de síndrome de Korsakoff.

## Exemples
Un exemple de confabulació discutit comunament a Internet és el nom de la popular sèrie de llibres per a nens i sèrie d'animació, Berenstain Bears, quan en realitat s'escriu Berenstein Bears.
Un exemple més popular es pot trobar en la pel·lícula L'Imperi Contraataca de la sèrie de pel·lícules Star Wars', on Darth Vader li diu a Luke Skywalker «Luke, I am your father», tot i que en realitat, va dir «No, I am your father».
L'efecte Mandela, és un fenomen de confabulació col·lectiva. Aquest, rep el nom del polític Sud-Africà Nelson Mandela; milers de persones arreu del món descreien un record de Mandela mort a la presó en veure la notícia per la televisió el dia de la seva mort.